# Gabriela Ortigoza
Gabriela Ortigoza é uma atriz e roteirista mexicana.

## Filmografia
- La madrastra (2022) Original de Arturo Moya Grau
- Sin tu mirada (2017/18) Original de Delia Fiallo
- Mi adorable maldición (2017) Original de Julio Jiménez
- Segunda parte de Hasta el fin del mundo (2014/15)
- Segunda parte de Por siempre mi amor (2013/14)
- La mujer del vendaval (2012/13)
- Ni contigo ni sin ti (2011)
- Juro que te amo (2008/09)
- Yo amo a Juan Querendón (2007)
- Segunda parte de Contra viento y marea (2005)
- Apuesta por un amor (2004/05)
- Niña amada mía (2003)
- Por un beso (2000/01)
- Por tu amor (1999)
- Camila (1998)
- Sin ti (1997/98)
- María José (1995)
- Agujetas de color de rosa (1994/95)
- Amor de papel (1993/94)
- Baila conmigo (1992)
- Tres son peor que una (1992)
- Alcanzar una estrella (1990)
- Simplemente María (1989/90)
- Carrusel (1989/90)
- Rosa salvaje (1987/88)